# Bombardeo de Hannover

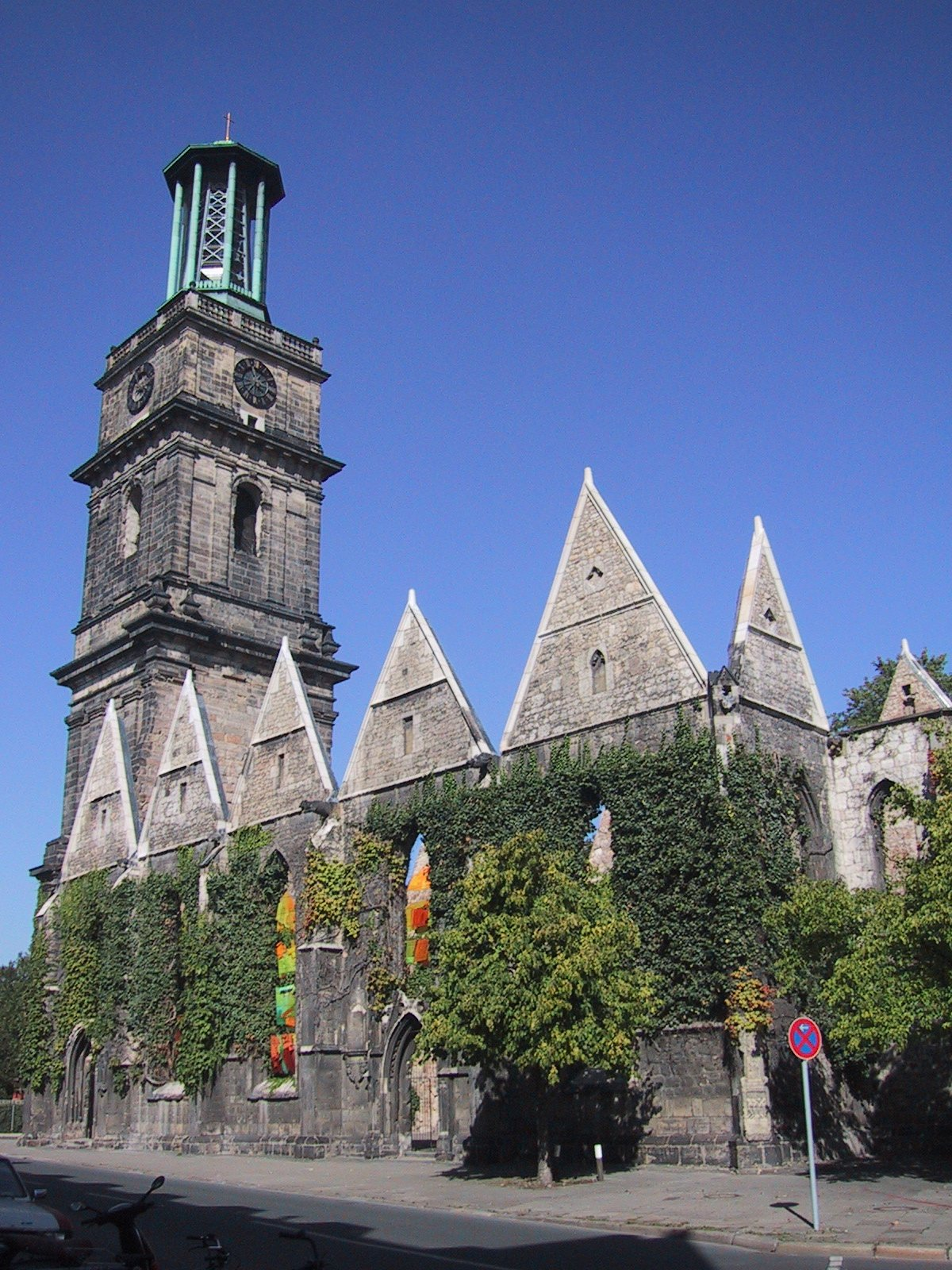
Ruinas de Aegidienkirche, hoy

El bombardeo de Hannover se refiere a los ataques aéreos sobre la ciudad de Hannover durante la Segunda Guerra Mundial, llevados a cabo por bombarderos de la Real Fuerza Aérea británica (RAF) y las Fuerzas Aéreas del Ejército de los Estados Unidos (USAAF). Con un total de 125 ataques (otras fuentes: 88) mataron 6782 personas. El ataque más letal lo llevó a cabo la Real Fuerza Aérea, durante la noche del día 8 al 9 de octubre de 1943, dejando 1245 víctimas mortales. Tras la guerra, se dejaron sin restaurar las ruinas de la iglesia de Aegidienkirche y de la capilla de San Nicolás Nikolaikapelle como memorial de las víctimas de la guerra y la violencia.

## Interés estratégico y objetivos

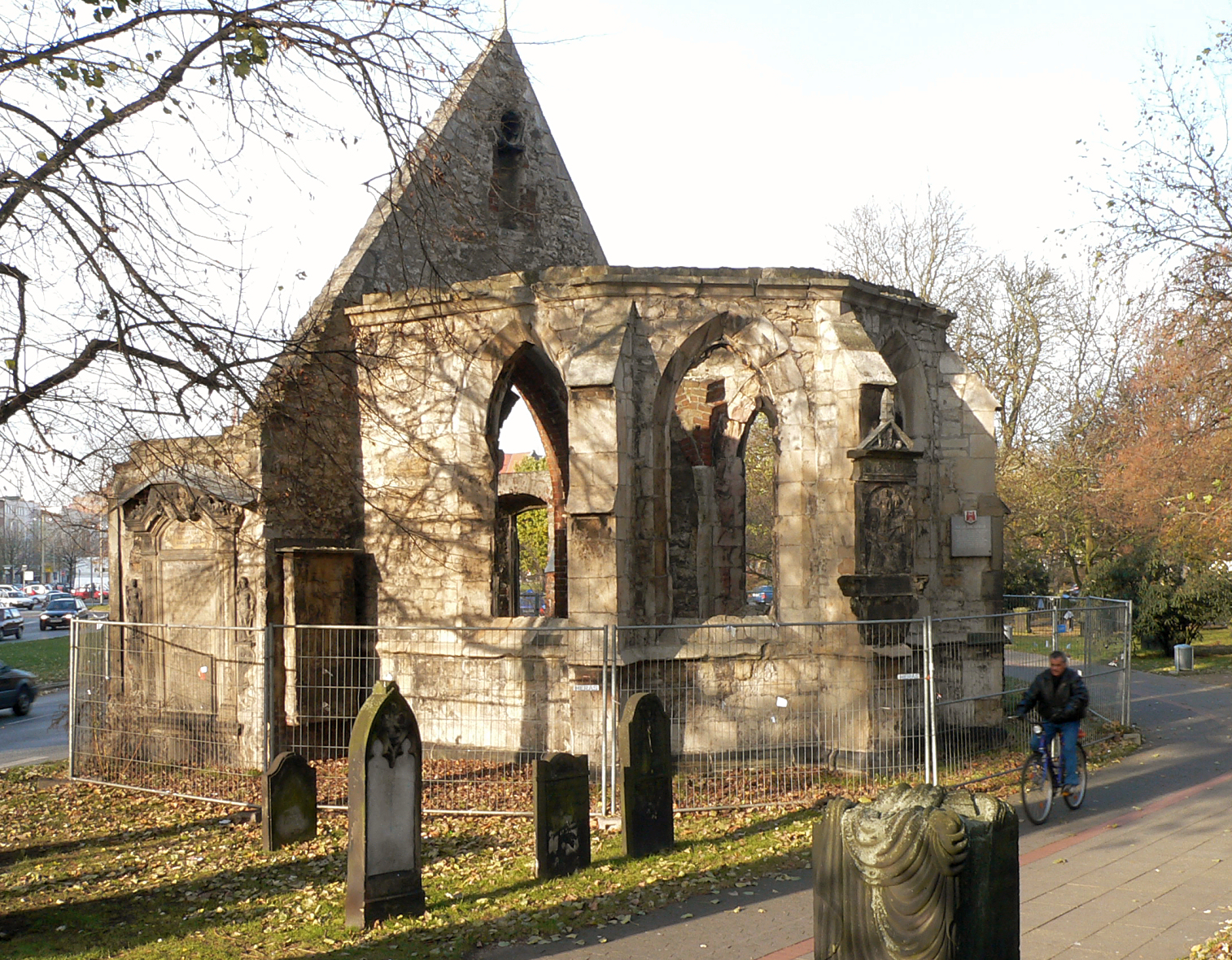
Ruina de la Nikolaikapelle

Hannover, como capital de la prusiana Provincia de Hannover tenía al principio de la guerra 472 000 habitantes; al final de ésta sobrevivieron 217 000. La guarnición de la ciudad era una división de infantería, un regimiento de artillería y una Escuela Militar.
Al ser una ciudad industrial estaba en el rango 5 del Tercer Reich. Para la estrategia bélica tenía una importancia especial la producción de caucho y neumáticos de la fábrica de Continental AG en Vahrenwald y Limmer, la construcción de tanques Panzer y piezas de artillería de Hanomag y sus filiales MNH (Maschinenfabrik Niedersachsen Hannover) en Linden, Badenstedt, Wülfel y Laatzen, la Wülfeler Eisenwerke (Wülfel) y la Brinker Eisenwerke en Langenhagen-Brink. Como proveedor de la industria aeronáutica, la Vereinigten Leichtmetallwerke en Ricklingen y su sucursal en Laatzen, en la periferia sur (hoy Messegelände) también revestían importancia estratégica. Durante la guerra la gran refinería Deurag und Nerag en Misburg en la periferia norte era siempre bombardeada debido a su producción de combustible sintético y aceite de motor para la Luftwaffe.
Como cruce de ejes oeste-este y norte-sur era tanto entonces como hoy un nodo importante de la red ferroviaria.

## Bombardeos

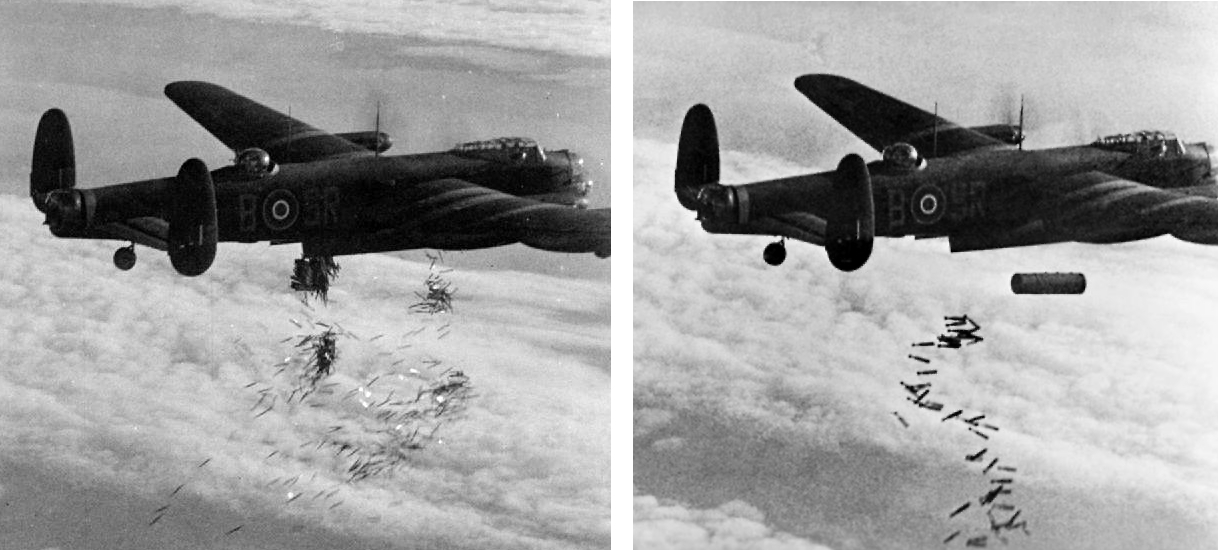
Lancaster de la RAF en pleno bombardeo

### Primeros bombardeos, 1939 y 1940
Un primer "bombardeo" se realizó el 4 de septiembre de 1939: un Whitley-Bomber de la RAF lanzó panfletos. El 19 de mayo de 1940 fuerzas de la RAF bombardearon la refinería de Misburg. 19 hombres murieron. Seis aparatos británicos destrozaron el 30 de septiembre de 1940 varios edificios en Wülfel y Linden.

### 10 de febrero de 1941
Por primera vez se producen graves daños. El bombardeo de 220 aviones mata a 101 personas dentro de la ciudad.

### 26 de julio de 1943. Destrucción del centro
El bombardeo al mediodía de la 8.ª Fuerza Aérea de los Estados Unidos de América destrozó la mayor parte de centro de Hannover. Marktkirche, Altes Rathaus, Hauptbahnhof, la Ópera y Leineschloss fueron alcanzados y algunas partes se quemaron por completo. Alte Markthalle y Café Kröpcke fueron destruidos totalmente. 273 personas murieron.

### 9 de octubre de 1943. El "día negro"

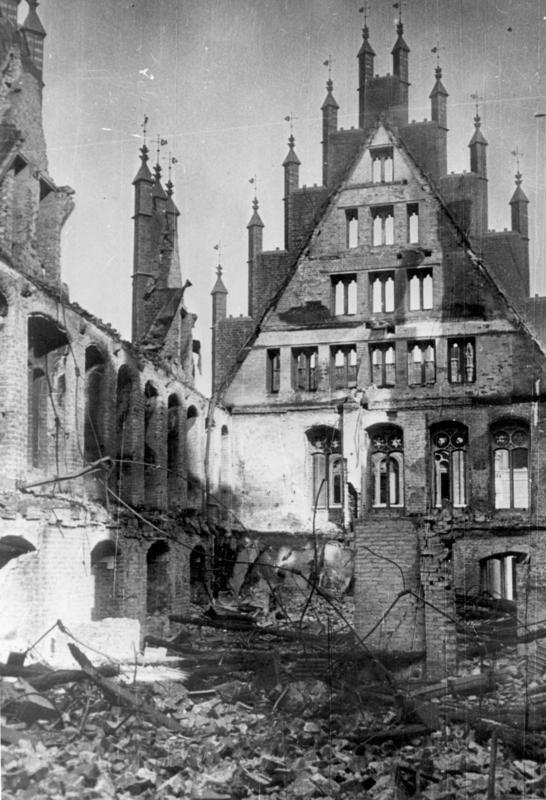
El Alte Rathaus en 1943

El 9 de octubre entre las 1.05 y las 1.45 horas de la noche, 430 aviones de la RAF lanzaron 258.000 bombas incendiarias y 3.000 de fragmentación. 1.245 personas murieron y 250.000 se quedaron sin hogar. Schloss Herrenhausen quedó calcinado. 

### 1944
Los combates aéreos derribaron el 11 de enero un caza alemán sobre un edificio de la empresa de limpieza Stichweh. 28 empleados murieron. El bombardeo de la USAAF del 18 de junio dejó 31 fallecidos. El 26 de octubre, otro bombardeo del centro provocó 201 muertes.

### 28 de marzo de 1945. Último bombardeo
Los últimos bombardeos sobre Hannover se produjeron el 25 y 28 de marzo de 1945. 600 bombarderos británicos y estadounidenses provocaron importantes daños, tres de los cinco cuarteles en Welfenplatz fueron afectados. El 10 de abril de 1945 las tropas estadounidenses ocupan la ciudad.